# Жабиці (Любуське воєводство)
Жабиці (пол. Żabice) — село в Польщі, у гміні Ґужиця Слубицького повіту Любуського воєводства.
Населення — 588 осіб (2011).
У 1975-1998 роках село належало до Гожовського воєводства.

## Демографія
Демографічна структура станом на 31 березня 2011 року:
|          | Загалом | Допрацездатний вік | Працездатний вік | Постпрацездатний вік |
| -------- | ------- | ------------------ | ---------------- | -------------------- |
| Чоловіки | 300     | 55                 | 218              | 27                   |
| Жінки    | 288     | 73                 | 164              | 51                   |
| Разом    | 588     | 128                | 382              | 78                   |